# Destroyer (키스의 음반)
| 전문가 평가                   | 전문가 평가 |
| 평가 점수                     | 평가 점수   |
| 출처                          | 점수        |
| ----------------------------- | ----------- |
| AllMusic                      | [ 1 ]       |
| Blender                       | [ 2 ]       |
| Encyclopedia of Popular Music | [ 3 ]       |
| Pitchfork                     | 9.0/10      |
| The Rolling Stone Album Guide | [ 5 ]       |
| The Village Voice             | C+          |

《Destroyer》는 1976년 3월 15일 카사블랑카 레코드가 발매한 미국의 하드 록 밴드 키스의 네 번째 스튜디오 음반이다. 이 음반은 미국에서 40위권에 진입한 세 번째 연속 키스 음반이자 독일과 뉴질랜드에서 차트 1위를 한 첫 번째 음반이었다. 이 음반은 1976년 4월 22일 미국 음반 산업 협회에 의해 골드 인증을 받았고 같은 해 11월 11일 플래티넘 인증을 받았다. 그 음반은 그 밴드의 첫 세 음반의 원음에서 탈피했다.

## 배경
첫 세 장의 정규 음반으로 다소 상업적인 성공을 거둔 후, 키스는 1975년 콘서트 음반 《Alive!》로 상업적인 돌파구를 마련했다. 이 음반은 이 밴드가 골드 인증을 받은 첫 번째 음반이었다. 110주 동안 차트에 머물렀던 《Alive!》의 성공은 어려움을 겪고 있는 밴드뿐만 아니라 자금난에 허덕이는 그들의 레이블 카사블랑카 레코드에도 혜택을 주었다. 키스는 1975년 말에 카사블랑카와 새로운 계약을 체결했는데, 그 이유는 이 음반사가 밴드 활동 초기부터 큰 지지를 보냈기 때문이다. 이 계약은 두 장의 음반에 대한 것이었는데, 이는 카사블랑카가 《Alive!》의 성과를 재현할 수 있을지 확신하지 못했음을 나타낸다.
이전에 앨리스 쿠퍼와 함께 일했던 밥 에즈린이 이 음반을 프로듀싱하기 위해 영입되었다. 에즈린은 키스 효과음, 현악기, 비명지르는 아이들, 역 드럼 (〈God of Thunder〉)과 어린이 합창단을 소개했다. 곡 위대한 기대는 베토벤의 《피아노 소나타 8번》 2악장의 주제곡 1절을 사용하지만 작곡은 진 시몬스와 에즈린이 맡았다.
《Destroyer》는 뉴욕 필하모닉의 멤버들과 같은 외부 음악가들이 눈에 띄게 참여한 첫 키스 음반이다. 앨리스 쿠퍼의 밴드의 딕 와그너는 〈Sweet Pain〉 트랙에서 에이스 프레일리를 대신했다. 와그너는 또한 〈Beth〉라는 곡에서 찾을 수 있는 통기타를 연주했다. 《Alive!》와 《Destroyer》의 성공은 이 밴드가 그들의 첫 유럽 투어를 시작할 수 있게 했다.

## 커버 아트
《Destroyer》의 커버 아트는 판타지 예술가 켄 켈리가 그렸다. 켈리는 쇼에 초대받았고 무대 뒤에서 패스를 받았다. 그는 공연에 대해 "깜짝 놀랐다"라고 말했다. 켈리는 후에 밴드로부터 1977년 《Love Gun》의 커버를 그려달라는 의뢰를 받았다.
켈리의 음반 커버의 오리지널 버전은 음반 회사에 의해 거절당했다. 왜냐하면 그들은 돌무더기와 화염과 함께 보이는 장면이 너무 폭력적이라고 느꼈기 때문이다. 또한, 원작에는 키스의 멤버들이 《Alive!》 의상을 입고 있었다. 앞면 커버에는 이 그룹이 잔해 더미 위를 활보하는 모습과 파괴된 건물들이 있는 황량한 배경을 보여주는데, 그 중 일부는 화염에 휩싸여 있다. 뒷면 커버에도 비슷한 장면이 나오지만 더 많은 건물에 불이 붙었다. 안쪽 소매 앞면에는 커다란 키스 로고와 〈Detroit Rock City〉의 가사가 있었다. 상대편은 키스 아미 팬클럽 광고와 함께 "SHOUT IT OUT LOUD"라는 가사를 전시했다.

## 곡 목록
| #  | 제목                             | 작사·작곡                              | 리드 보컬 | 재생 시간 |
| -- | -------------------------------- | -------------------------------------- | --------- | --------- |
| 1. | 〈Detroit Rock City〉            | 폴 스탠리, 밥 에즈린                   | 스탠리    | 5:17      |
| 2. | 〈King of the Night Time World〉 | 스탠리, 킴 파울리, 마크 앤서니, 에즈린 | 스탠리    | 3:19      |
| 3. | 〈God of Thunder〉               | 스탠리                                 | 시몬스    | 4:13      |
| 4. | 〈Great Expectations〉           | 진 시몬스, 에즈린                      | 시몬스    | 4:24      |

| #   | 제목                    | 작사·작곡                               | 리드 보컬      | 재생 시간 |
| --- | ----------------------- | --------------------------------------- | -------------- | --------- |
| 5.  | 〈Flaming Youth〉       | 에이스 프레일리, 스탠리, 시몬스, 에즈린 | 스탠리         | 2:59      |
| 6.  | 〈Sweet Pain〉          | 시몬스                                  | 시몬스         | 3:20      |
| 7.  | 〈Shout It Out Loud〉   | 스탠리, 시몬스, 에즈린                  | 스탠리, 시몬스 | 2:49      |
| 8.  | 〈Beth〉                | 피터 크리스, 스탠 펜리지, 에즈린        | 크리스         | 2:45      |
| 9.  | 〈Do You Love Me〉      | 스탠리, 파울리, 에즈린                  | 스탠리         | 3:33      |
| 10. | 〈Rock and Roll Party〉 | 시몬스, 스탠리, 에즈린                  | 기악           | 1:25      |

## 인증
| 국가                       | 인증        | 판매량/출하량 |
| -------------------------- | ----------- | ------------- |
| 미국 (RIAA)                | 2× 플래티넘 | 2,000,000^    |
| ^출하량을 기반으로 한 인증 |             |               |